# Коста Гацев
Коста Гацев е български революционер, деец на Вътрешната македоно-одринска революционна организация.

## Биография
Коста Гацев е роден в гуменджанското село Баровица, тогава в Османската империя. През октомври 1897 година революционерът Аргир Манасиев, учител в Смоквица, заедно с Пере Тошев, Коста Гацев и братята му организира в селото комитет на ВМОРО.  След Младотурската революция от юли 1908 година Коста Гацев става ръководител на Народната федеративна партия (българска секция) в Баровица. През 1911 година заплашва Ичко Димитров да не се завръща в Баровица и да не възстановява организацията в района. Заради това Ичко Димитров и Димитър Робков го убиват край Гумендже същата година, а в отговор ренегатът Трайо Курлев убива бащата на Ичко Димитров.